# 1783 en arts plastiques
| Années des arts plastiques : 1780 - 1781 - 1782 - 1783 - 1784 - 1785 - 1786    |
| Décennies des arts plastiques : 1750 - 1760 - 1770 - 1780 - 1790 - 1800 - 1810 |

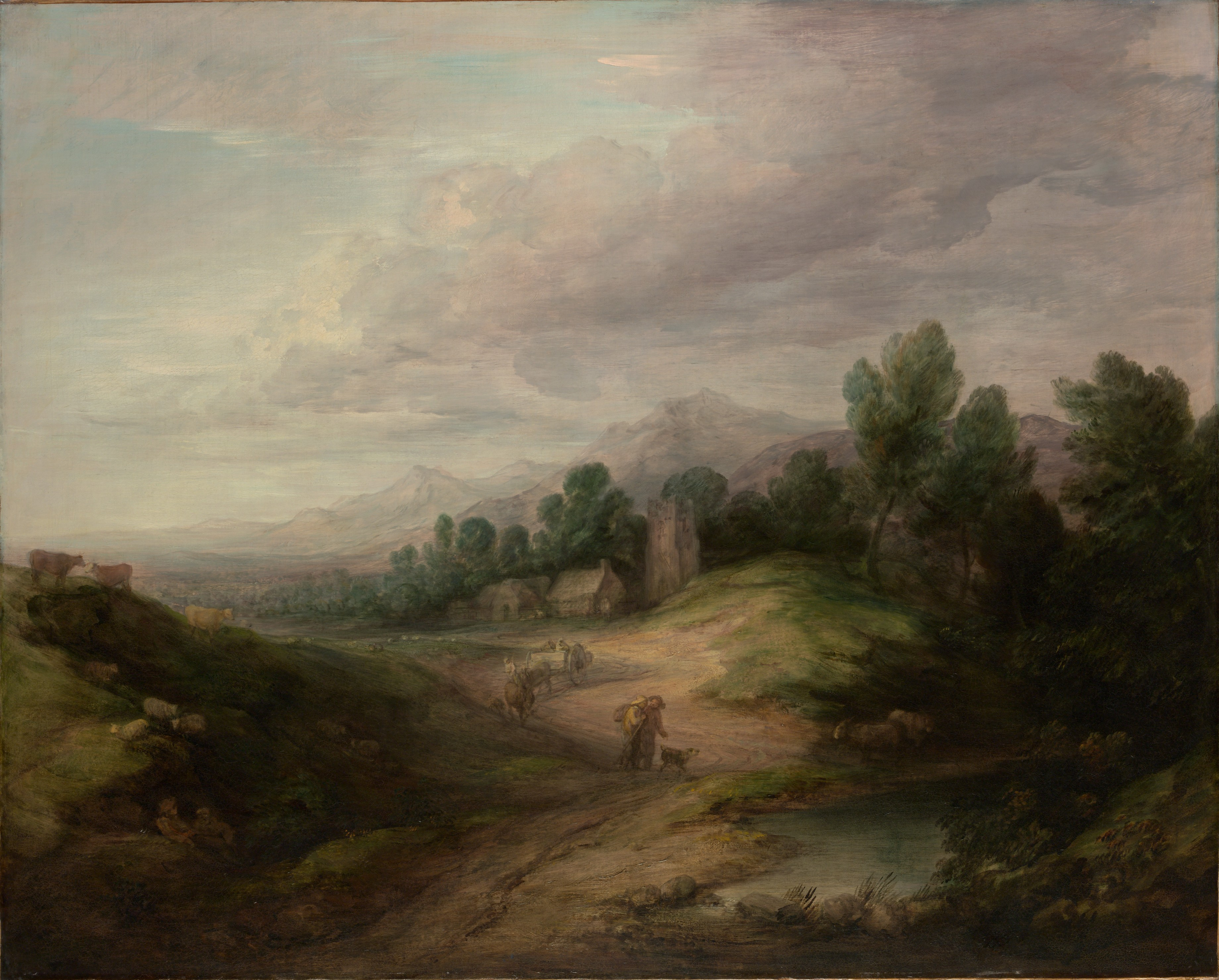
Wooded Upland Landscape, de Thomas Gainsborough.

Cette page concerne l'année 1783 en arts plastiques.

## Œuvres
- 1781-1783 : Saint Bernardin de Sienne prêchant devant Alphonse V d'Aragon, huile sur toile de Francisco de Goya
- Le Comte de Floridablanca et Goya, huile sur toile de Francisco de Goya

## Naissances
- 9 mars : Robert von Langer, peintre allemand († 6 octobre 1846),
- 15 mars : Pierre-Julien Gilbert, peintre de la marine français († 21 septembre 1860),
- 25 mars : Paulin Guérin, peintre français († 19 janvier 1855),
- 9 juin : Thomas Sully, peintre américain († 5 novembre 1872),
- 11 juin : Pietro Nocchi, peintre néoclassique italien († 14 août 1854),
- 12 juin : Sophie Lemire, peintre française († après 1825),
- 1er septembre : Johann Friedrich Helmsdorf, peintre et graveur allemand († 28 janvier 1852),
- 19 septembre : Jean-Pierre Sudré, peintre et lithographe français († juillet 1866),
- 23 septembre : Peter von Cornelius, peintre et fresquiste romantique allemand († 6 mars 1867),
- 14 décembre : Alexandre-François Caminade, peintre français († 27 mai 1862).

## Décès
- 19 janvier : Blaise Nicolas Le Sueur, peintre, dessinateur et graveur (° 29 octobre 1714),
- 2 mars : Francisco Salzillo, sculpteur baroque espagnol (° 1707),
- 13 avril : Michel-François Dandré-Bardon, peintre, dessinateur et graveur français (° 22 mai 1700),
- 1er mai : Barbara Regina Dietzsch, femme peintre et illustratrice allemande (° 22 septembre 1706)
- 26 août : Sebastiano Ceccarini, peintre baroque italien (° 17 mai 1703),
- 29 août : William Wynne Ryland, graveur britannique (° juillet 1738),
- 6 octobre : Caspar Wolf, peintre suisse (° 3 mai 1735),
- 24 décembre : Charles-François-Adrien Macret, dessinateur et graveur (° 2 mai 1751),
- ? : Violante Beatrice Siries, peintre italienne (° 1709).